# Vela nos Jogos Olímpicos de Verão de 2024 - IQFoil feminino
A classe IQFoil feminino da vela nos Jogos Olímpicos de Verão de 2024 foi disputada entre 29 de julho e 3 de agosto na Marina de Marselha. Foi a primeira aparição da embarcação iQFoil para as competições de windsurf, substituindo as embarcações RS:X usadas nas quatro Olimpíadas anteriores.
Um total de 24 velejadoras, cada uma representando um Comitê Olímpico Nacional (CON), participaram do evento.

## Formato
As 24 velejadoras competiram em 14 regatas preliminares denominadas "séries da abertura". O barco que terminasse em primeiro competiu diretamente na final, enquanto os barcos segundo e terceiro classificados entraram nas semifinais. Os barcos classificados de quarto a décimo lugar participaram das quartas de final, das quais as duas primeiras chegaram às semifinais. Os dois primeiros barcos nas semifinais se juntaram a primeira classificada das "séries de abertura" na regata final.

## Calendário
| Data → | Segunda 29 jul | Terça 30 jul  | Quarta 31 jul  | Quinta 1 ago    | Sexta 2 ago | Sábado 3 ago                     |
| ------ | -------------- | ------------- | -------------- | --------------- | ----------- | -------------------------------- |
| IQFoil | Regatas 1 e 2  | Regatas 3 a 7 | Regatas 8 a 11 | Regatas 12 a 14 | Adiado      | Quartas de final Semifinal Final |

## Medalhistas
| Ouro   | ITA Marta Maggetti |
| Prata  | ISR Sharon Kantor  |
| Bronze | GBR Emma Wilson    |

## Resultados

### Série de abertura
Estes foram os resultados nas 14 regatas da série de abertura. As 10 primeiras avançaram para a série de medalhas (líder diretamente à final, segunda e terceira colocadas às semifinais e as restantes às quartas de final).
| Pos. | Velejador               | CON                | Regata   | Regata | Regata | Regata | Regata | Regata | Regata | Regata | Regata | Regata | Regata | Regata   | Regata  | Regata   | Pontos | Pontos | Notas |
| Pos. | Velejador               | CON                | 1        | 2      | 3      | 4      | 5      | 6      | 7      | 8      | 9      | 10     | 11     | 12       | 13      | 14       | Tot.   | Net    | Notas |
| ---- | ----------------------- | ------------------ | -------- | ------ | ------ | ------ | ------ | ------ | ------ | ------ | ------ | ------ | ------ | -------- | ------- | -------- | ------ | ------ | ----- |
| 1    | Emma Wilson             | GBR Grã-Bretanha   | 1        | 2      | 1      | 2      | 17     | 1      | 1      | 1      | 1      | 3      | 1      | 1        | 3       | 3        | 38     | 18     | F     |
| 2    | Sharon Kantor           | ISR Israel         | 25 DSQ   | 6      | 10     | 1      | 1      | 3      | 4      | 2      | 15     | 1      | 2      | 6        | 2       | 11       | 89     | 49     | S     |
| 3    | Marta Maggetti          | ITA Itália         | 5        | 3      | 4      | 20     | 11     | 4      | 3      | 8      | 4      | 4      | 4      | 15       | 11      | 9        | 105    | 70     | S     |
| 4    | Hélène Noesmoen         | FRA França         | 12       | 19     | 2      | 9      | 5      | 11     | 6      | 4      | 2      | 25 DSQ | 6      | 10       | 12      | 25 BFD   | 148    | 98     | Q     |
| 5    | Kateřina Švíková        | CZE Chéquia        | 8        | 8      | 18     | 10     | 6      | 7      | 13     | 3      | 18     | 8      | 15     | 5        | 19      | 4        | 138    | 101    | Q     |
| 6    | Maja Dziarnowska        | POL Polônia        | 7        | 10     | 23     | 13     | 8      | 6      | 11     | 14     | 12     | 25 DSQ | 8      | 4        | 7       | 2        | 150    | 102    | Q     |
| 7    | María Belén Bazo        | PER Peru           | 4        | 4      | 8      | 12     | 7      | 12     | 8      | 21     | 11     | 6      | 5      | 18.5 DPI | 7.5 DPI | 20.5 DPI | 144.5  | 103    | Q     |
| 8    | Theresa Marie Steinlein | GER Alemanha       | 3        | 11     | 12     | 16     | 16     | 13     | 2      | 5      | 5      | 13     | 12     | 25 UFD   | 9       | 7        | 149    | 108    | Q     |
| 9    | Veerle Ten Have         | NZL Nova Zelândia  | 25 DSQ   | 15     | 16     | 8      | 18     | 5      | 12     | 11     | 3      | 5      | 3      | 2        | 16      | 13       | 152    | 109    | Q     |
| 10   | Yan Zheng               | CHN China          | 2        | 20     | 11     | 25 DSQ | 3      | 2      | 17     | 17     | 18     | 11     | 16     | 7        | 1       | 5        | 155    | 110    | Q     |
| 11   | Mina Mobekk             | NOR Noruega        | 13       | 16     | 9      | 18     | 2      | 15     | 7      | 18     | 9      | 7      | 7      | 9        | 8       | 21       | 159    | 120    |       |
| 12   | Palma Čargo             | CRO Croácia        | 17       | 14     | 3      | 4      | 13     | 8      | 15     | 9      | 19     | 9      | 9      | 25 UFD   | 25 DNF  | 1        | 171    | 121    |       |
| 13   | Mariana Aguilar         | MEX México         | 15       | 7      | 14     | 25 BFD | 19     | 18     | 5      | 15     | 16     | 14     | 10     | 3        | 13      | 8        | 182    | 138    |       |
| 14   | Ma Kwan Ching           | HKG Hong Kong      | 6        | 5      | 15     | 5      | 10     | 17     | 18     | 7      | 21     | 17     | 14     | 25 UFD   | 15      | 10       | 185    | 139    |       |
| 15   | Pilar Lamadrid          | ESP Espanha        | 25 DSQ   | 1      | 24     | 14     | 12     | 14     | 20     | 19     | 7      | 2      | 11     | 13       | 4       | 23       | 189    | 140    |       |
| 16   | Sara Wennekes           | NED Países Baixos  | 10.3 DPI | 12     | 21     | 15     | 4      | 10     | 19     | 16     | 8      | 15     | 20     | 12       | 17      | 16       | 195.3  | 154.3  |       |
| 17   | Ingrid Puusta           | EST Estônia        | 25 BFD   | 9      | 13     | 11     | 15     | 9      | 10     | 13     | 17     | 18     | 22     | 18       | 14      | 15       | 209    | 162    |       |
| 18   | Merve Vatan             | TUR Turquia        | 20       | 23     | 5      | 3      | 14     | 20     | 25 DNS | 12     | 13     | 10     | 19     | 14       | 25 DNF  | 12       | 215    | 165    |       |
| 19   | Natasa Lappa            | CYP Chipre         | 16       | 25 BFD | 7      | 17     | 20     | 21     | 16     | 10     | 6      | 16     | 13     | 25 UFD   | 6       | 22       | 220    | 170    |       |
| 20   | Johanna Hjertberg       | SWE Suécia         | 18       | 17     | 6      | 19     | 23     | 24     | 25 DNS | 6      | 10     | 20     | 17     | 17       | 18      | 6        | 226    | 177    |       |
| 21   | Lina Eržen              | SLO Eslovênia      | 14       | 13     | 17     | 7      | 9      | 19     | 9      | 23     | 24     | 19     | 23     | 25 UFD   | 10      | 17       | 229    | 180    |       |
| 22   | Dominique Stater        | USA Estados Unidos | 11       | 22     | 20     | 6      | 21     | 16     | 25 DNF | 22     | 20     | 12     | 18     | 8        | 20      | 14       | 235    | 188    |       |
| 23   | Lorena Abicht           | AUT Áustria        | 10       | 18     | 22     | 25 BFD | 22     | 23     | 25 DNF | 24     | 22     | 22     | 21     | 11       | 25 DNF  | 20       | 290    | 240    |       |
| 24   | Chiara Ferretti         | ARG Argentina      | 19       | 21     | 19     | 21     | 24     | 22     | 14     | 20     | 23     | 21     | 24     | 19       | 25 DNF  | 19       | 291    | 242    |       |

### Série de medalhas
Estes foram os resultados da série de medalhas:
| Pos.              | Velejador               | CON               | Quartas | Semi | Final   |
| ----------------- | ----------------------- | ----------------- | ------- | ---- | ------- |
| Medalha de ouro   | Marta Maggetti          | ITA Itália        | Bye     | 2    | 1       |
| Medalha de prata  | Sharon Kantor           | ISR Israel        | Bye     | 1    | 2       |
| Medalha de bronze | Emma Wilson             | GBR Grã-Bretanha  | Bye     | Bye  | 3.5 DPI |
| 4                 | María Belén Bazo        | PER Peru          | 2       | 3    |         |
| 5                 | Yan Zheng               | CHN China         | 1       | 4    |         |
| 6                 | Theresa Marie Steinlein | GER Alemanha      | 3       |      |         |
| 7                 | Hélène Noesmoen         | FRA França        | 4       |      |         |
| 8                 | Maja Dziarnowska        | POL Polônia       | 5       |      |         |
| 9                 | Kateřina Švíková        | CZE Chéquia       | 6       |      |         |
| 10                | Veerle Ten Have         | NZL Nova Zelândia | 7       |      |         |

Legenda
| - DSQ = Desclassificação; - DNF = Não cruzou a linha de chegada; - DNS = Não largou; | - UFD = Desclassificação por bandeira "U"; - BFD = Desclassificação por bandeira preta; - DPI = Penalidade discricionária imposta. |